# Cikadu (Cikadu)
Cikadu is een bestuurslaag in het regentschap Cianjur van de provincie West-Java, Indonesië. Cikadu telt 5260 inwoners (volkstelling 2010).